# Chýnovská jeskyně
Chýnovská jeskyně je národní přírodní památka ležící v katastrálním území obce Dolní Hořice východně od Tábora, která představuje nejvýznamnější a nejrozsáhlejší krasový útvar jižních Čech. Nachází se zde pestré střídání barevných amfibolitů a vápenců, nicméně oproti jiným krasovým jeskyním je bez výraznější krápníkové výzdoby. Na území dnešního Česka se jednalo o první zpřístupněnou jeskyni. Objevena byla v roce 1863 při práci v selském kamenolomu, k jejímu zpřístupnění došlo v roce 1868, tedy již 5 let po objevení.
Celková délka jeskynního systému je více než 1200 metrů (jiný zdroj uvádí k roku 2007 délku 1400 m), ale celkový rozsah nebyl ještě přesně určen. Na lokalitě stále probíhá speleologický výzkum, který téměř každoročně přináší nové poznatky. Výzkum probíhající v nepřístupných částech během 80. a 90. let 20. století odhalil trvale zatopené rozsáhlé prostory s drúzami křemene. Oblast jeskyně je taktéž významnou mineralogickou lokalitou společně s blízkou přírodní rezervací Pacova hora, kde bylo objeveno a popsáno více než 60 druhů minerálů.
Jeskyně je vyjma zimních měsíců přístupná pro veřejnost. Okruh pro návštěvníky je dlouhý 220 m s nejnižším bodem trasy v hloubce 42 m pod povrchem země. Prohlídka zabere přibližně 40 minut a je zpoplatněna. V zimních měsících je jeskynní komplex významným zimovištěm zástupců letounů, a to především netopýra řasnatého (Myotis nattereri), který zde má největší přirozené zimoviště v Čechách a i v Evropě.

## Název
Chýnovská jeskyně, respektive jeskynní systém, dostala své pojmenování po městu Chýnov, které leží přibližně 3 kilometry jihozápadně od lokality. Nicméně jeskyně se taktéž nazývá Malovaná jeskyně.

## Lokalita

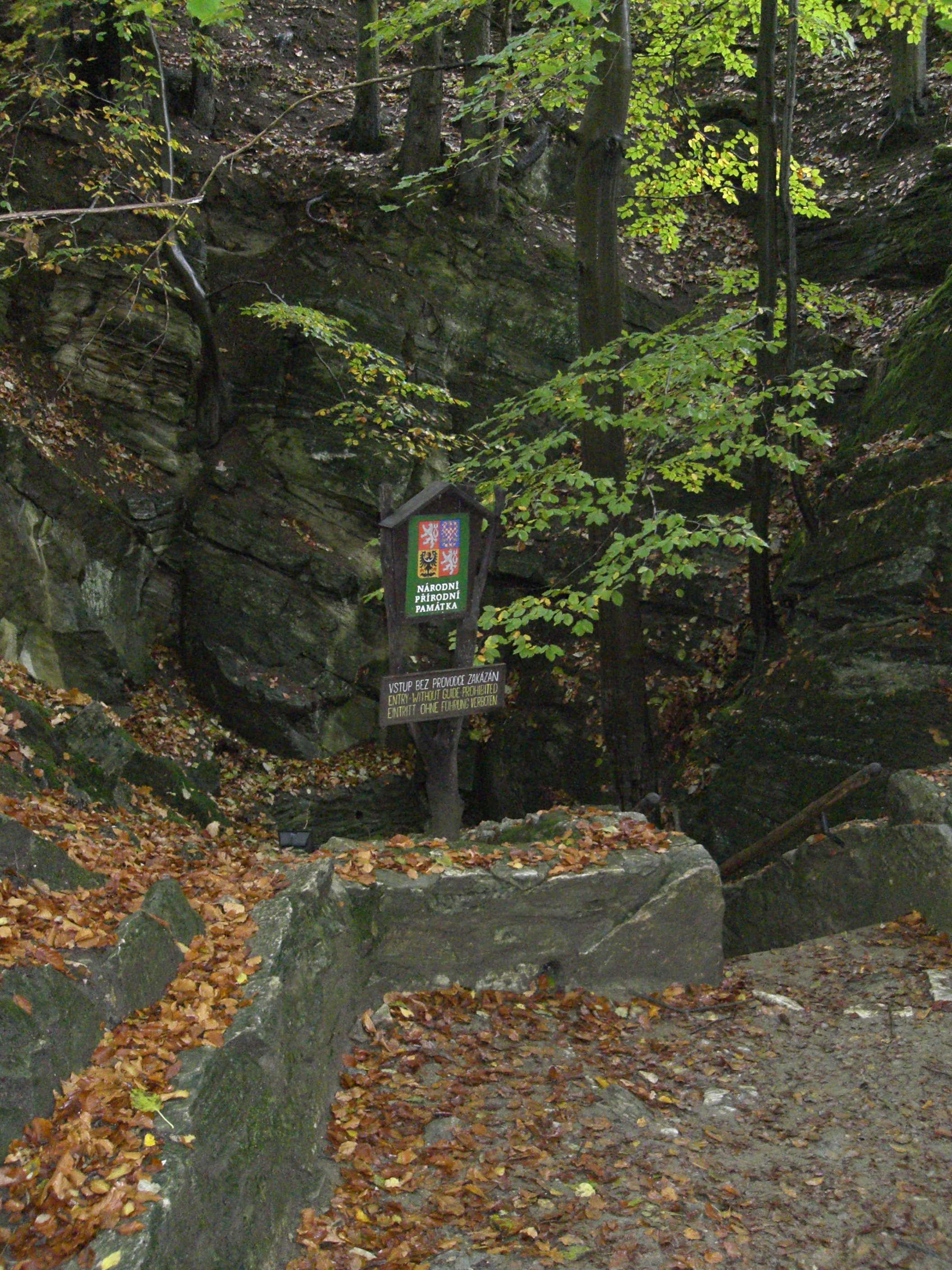
Vchod do jeskyně

Přírodní rezervace Chýnovská jeskyně leží přibližně 3 kilometry severovýchodním směrem od města Chýnov v okrese Tábor. A to na jižním úpatí Pacovy hory vysoké 590 metrů, spadající do západní části Pacovské pahorkatiny, podčásti Českomoravské vrchoviny. Celá oblast vrchu Pacovské hory je součástí 17 kilometrů dlouhé a 3 až 4 kilometry široké krasové zóny, která se nachází mezi obcemi Velmovice a Vysoká Lhota. Tato zóna je tvořena krystalickými vápenci chýnovsko-ledečského pruhu spadající do moldanubika a je rozdělena na několik menších podcelků. Z toho důvodu je možné podobné krasové útvary jako v okolí Chýnova pozorovat v okolí obce Věžná, v údolí Josafat a u obce Velmovice.
Západně se nachází přírodní rezervace Pacova hora představující opuštěný, zarostlý a částečně zatopený lom, se kterým tvoří významnou mineralogickou lokalitu. Na východ od jeskyně se nachází přírodní rezervace Kladrubská hora, taktéž opuštěný zarostlý lom.
Turistický areál pro přístup do jeskyně se nachází poblíž sedla mezi Pacovou horou a kopcem Hůrky vysokým 527 metrů a je dostupný autem po silnici mezi obcemi Kladruby a Dolní Hořice. Vchod do jeskyně leží v nadmořské výšce 540 m n. m., i když nadmořská výška chráněného území se udává 550 až 554 m n. m. Chráněné území má rozlohu 0,09 ha a odpovídá pozemku vchodu do jeskyně.

## Historie

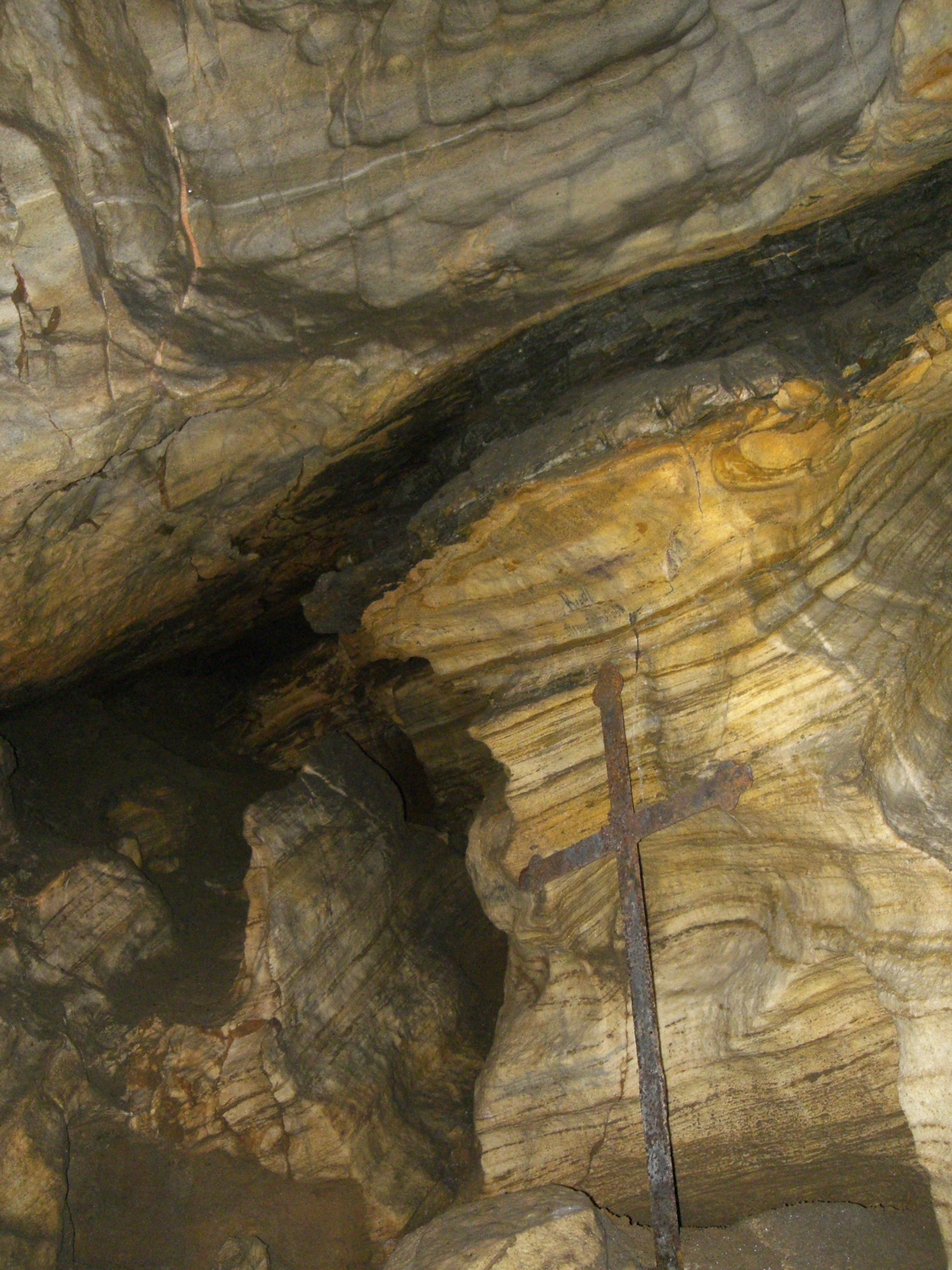
Kříž v kapli svatého Vojtěcha uvnitř jeskynního systému

K objevení Chýnovské jeskyně došlo náhodou při těžbě kamene v jednom z četných selských lomů v oblasti, konkrétně v blízkém selském Jůzově lomu 14. července v roce 1863. Dle pověsti jeskyni objevil skalník Vojtěch Rytíř, který při práci ztratil kladivo v jedné z puklin. Při snaze získat své kladivo zpět byl nucen se protáhnout do úzkého prostoru, který se postupně rozšiřoval, nicméně do kterého se skalník sám dále neodvážil. Následně se do jeskyně vydala trojice mužů z blízkého Schwarzenberského kamenolomu, ke kterým se zpráva donesla. Byli to dozorce nad vápnem Jan Strnad a dvojice skalníků Josef Janů a Jan Švehla. Během návštěvy prozkoumali letmo několik bočních chodeb a sestoupili až k jezírku, kde zanechal Jan Strnad svůj podpis s datem návštěvy. Zpráva o objevení jeskyně se následně začala šířit a to až do Zemského muzea Království českého v Praze, ze kterého byla pod záštitou profesora Jana Krejčího a doktora Antonína Friče 2. srpna 1863 vypravena výzkumná výprava. O této výpravě vyšla v září 1863 zpráva v časopise Živa a taktéž vznikla první mapa jeskynního komplexu díky práci inženýra Wetta.
Od roku 1865 započal rolník z Dolních Hořic Josef Rothbauer pracovat na úpravách jeskyně (například výstavba schodiště, které se zachovalo do dneška, odstranění usazenin, osázení žebříky atd.). Zásluhou jeho práce byla jeskyně o pět let později v roce 1868 zpřístupněna pro veřejnost. Chýnovská jeskyně se tak stala první jeskyní na území Česka, která byla zpřístupněna. Ve 40. letech 20. století bylo v kamenolomu vyhlášeno úředně ochranné pásmo jeskyně. V tomto prostoru byla veškerá těžba zakázána. Dne 25. dubna 1949 došlo k vyhlášení přírodní rezervace výnosem Ministerstva školství, věd a umění č. 42 760-IV, později vyhláškou Ministerstva životního prostředí České republiky č. 395/1992 Sb. byla převedena do skupiny národních přírodních památek. V roce 1952 byly prostory jeskynního komplexu elektrifikovány.
V roce 1962 došlo na lokalitě k objevení další jeskyně, tzv. Nové chýnovské jeskyně, která byla vzápětí zničena těžbou v lomu. V témže roce objevil František Skřivánek pomocí fluoresceinové zkoušky, kdy se obarví voda a sleduje se její výstup, tzv. Rutickou vyvěračku podzemního toku procházejícího jeskynním komplexem. V 80. a 90. letech 20. století byly během speleologického výzkumu jeskyně objeveny rozsáhlé, zatopené jeskynní prostory. Jednalo se o dóm dlouhý okolo 140 metrů a hluboký 45 metrů. V těchto rozsáhlých prostorách se nachází drúzy křemene. Celková hloubka známých podzemních prostor se tak zvětšila na 81 metrů.
Společně s blízkým lomem, dnes přírodní rezervací Pacovskou horou, je Chýnovská jeskyně významnou mineralogickou lokalitou. Na těchto dvou místech bylo objeveno 63 minerálů, na území jeskyně více než třetina z tohoto počtu. Bohatost minerálů v lokalitě způsobuje i různé barevné provedení stěn jeskyní a taktéž se podílí na výplni puklin v horninách.
Na počátku devadesátých let dvacátého století se komplex jeskyně stal součástí restitučního sporu.
V roce 2006 byla zrekonstruována a o 80 metrů prodloužena prohlídková trasa, vybudována byla i nová výstupní štola.
Koncem druhého desetiletí 21. století byla zatopená část jeskyně potápěči zmapována metodou videogrammetrie a byl vytvořen její prostorový model. Jednalo se o první takové mapování v Evropě.
Roku 2022 bylo otevřeno nové návštěvnické centrum, v němž je k dispozici výstava přibližující jak jeskyni a její průzkum (včetně modelu zatopené části s videoprojekcí), tak související historii oblasti a lomu na Pacově hoře.

## Přírodní poměry
Vícepatrové prostory Chýnovské jeskyně vznikly postupnou erozivní silou tekoucí vodou a korozí v čočce metamorfovaných hrubozrnných vápenců, tedy v mramorech o mocnosti 10 metrů, se střídajícími se polohami amfibolitů proterozoického stáří. V okolí jeskyně se nachází dvojslídné (muskoviticko-biotitické) pararuly a svory. Horniny tvořící kras spadají do pestré série moldanubika. K jejich vzniku došlo před 650 až 750 milióny let, kdy došlo k jejich usazení v mořském prostředí. Následné pohyby litosférických desek a vznik pohoří vedly k metamorfním přeměnám za vysokých teplot a tlaků, kdy z organodetritického vápence vznikl mramor, neboli krystalický vápenec.

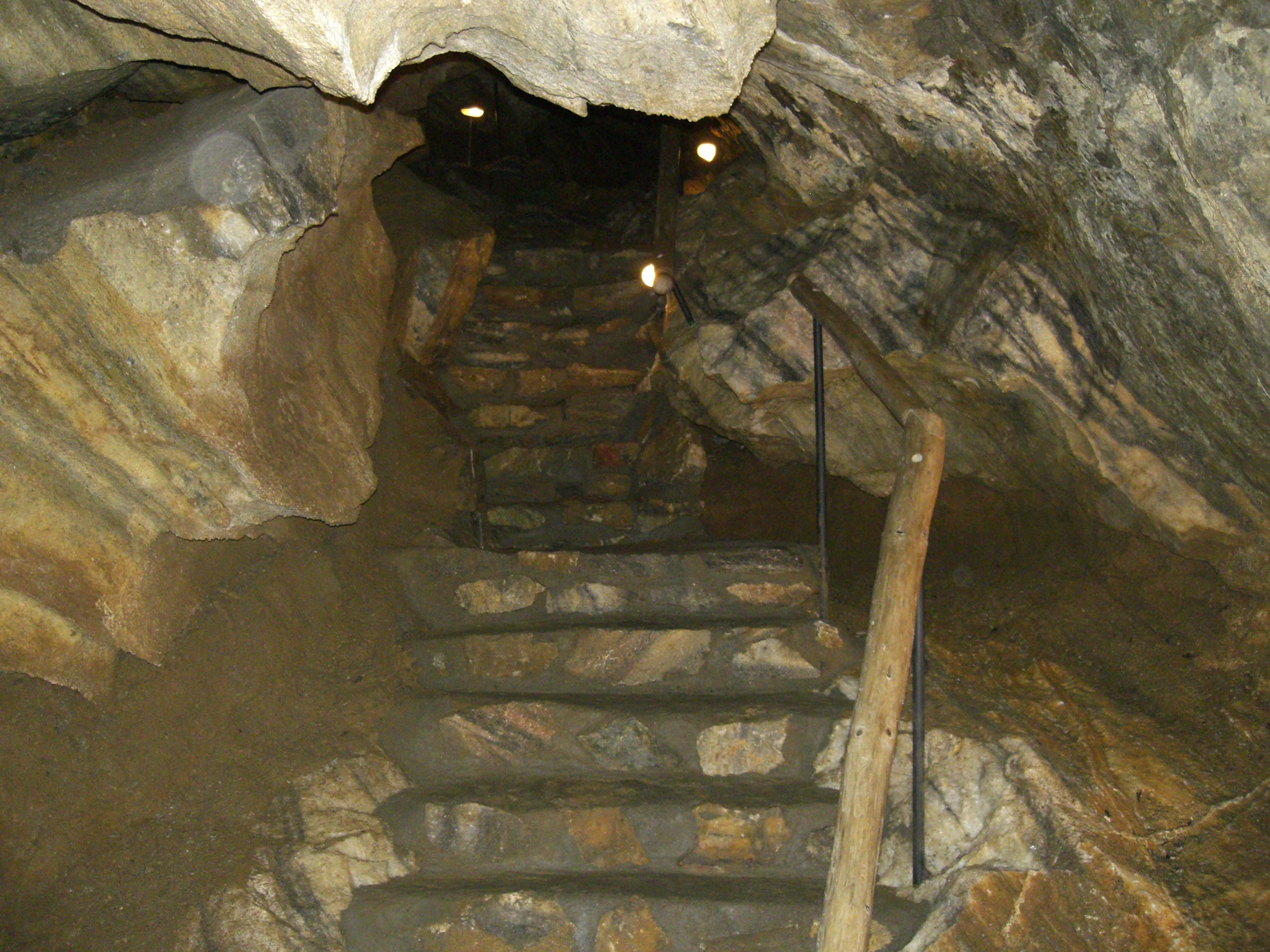
Ukázka upravené cesty pro veřejnost

Koroze vedla k rozšiřování puklin, zlomů či mezer na kontaktu mezi mramorem a nekrasovými horninami. Následně se do modelace zapojila tekoucí voda vymílající horninu. Z důvodu rozdílných barev mezi tmavým amfibolitem a světlým mramorem bílé, žluté až hnědé barvy vzniklo viditelné páskování. Voda vytvořila vícepatrový jeskynní systém o délce okolo 1200 metrů a hloubce přes 80 metrů. Jeskynní systém je tvořen sérií síní a chodeb, které jsou vzájemně propojené strmými chodbami a komíny. Při vzniku jeskyně sehrála roli tektonická stavba masivu, jelikož některé chodby sledují vzniklé pukliny. Severojižní chodby mají totožný sklon s vápencovými vrstvami a odpovídají tedy směru foliace. Horizontální prostory a patra jsou kříženy příčnými poruchami vedoucími od západu k východu.
Hloubka jeskyně dosahuje 41 metrů, kde se nachází hladina podzemní vody. Konkrétně zde na vzdálenost 100 metrů protéká podzemní potok. Teplota vzduchu je v jeskynním komplexu stálá a dosahuje rozmezí 5 až 9 °C, a to i v letních měsících. Vlhkost vzduchu se pohybuje mezi 96 až 100 %. V některých částech podzemního komplexu dochází k ukládání sedimentů a to konkrétně štěrků, písků a jílů. Na druhou stranu zde nebyl objeven žádný paleontologický či archeologický nález z minulosti, což nasvědčuje tomu, že jeskyně nebyla v minulosti propojena s povrchem žádným vchodem.
Chýnovská jeskyně je řazena mezi krasové jeskyně. Oproti krasovým jeskyním je Chýnovská jeskyně tvořena směsicí krasových a nekrasových hornin, dále se v Chýnovské jeskyni nenachází žádná výraznější krápníková výzdoba. Několik menších stalaktitů a stalagmitů, které se zde nachází v Souběžné a Malovecké chodbě, nepřesahují délku 10 cm. Na horninách se místy nachází pouze sintrové a nickamínkové povlaky. Nicméně se v blízkém chýnovském kamenolomu podařilo najít dochovaný stalagmit o délce 157 cm, který je součástí sbírek Blatského muzea v Soběslavi.

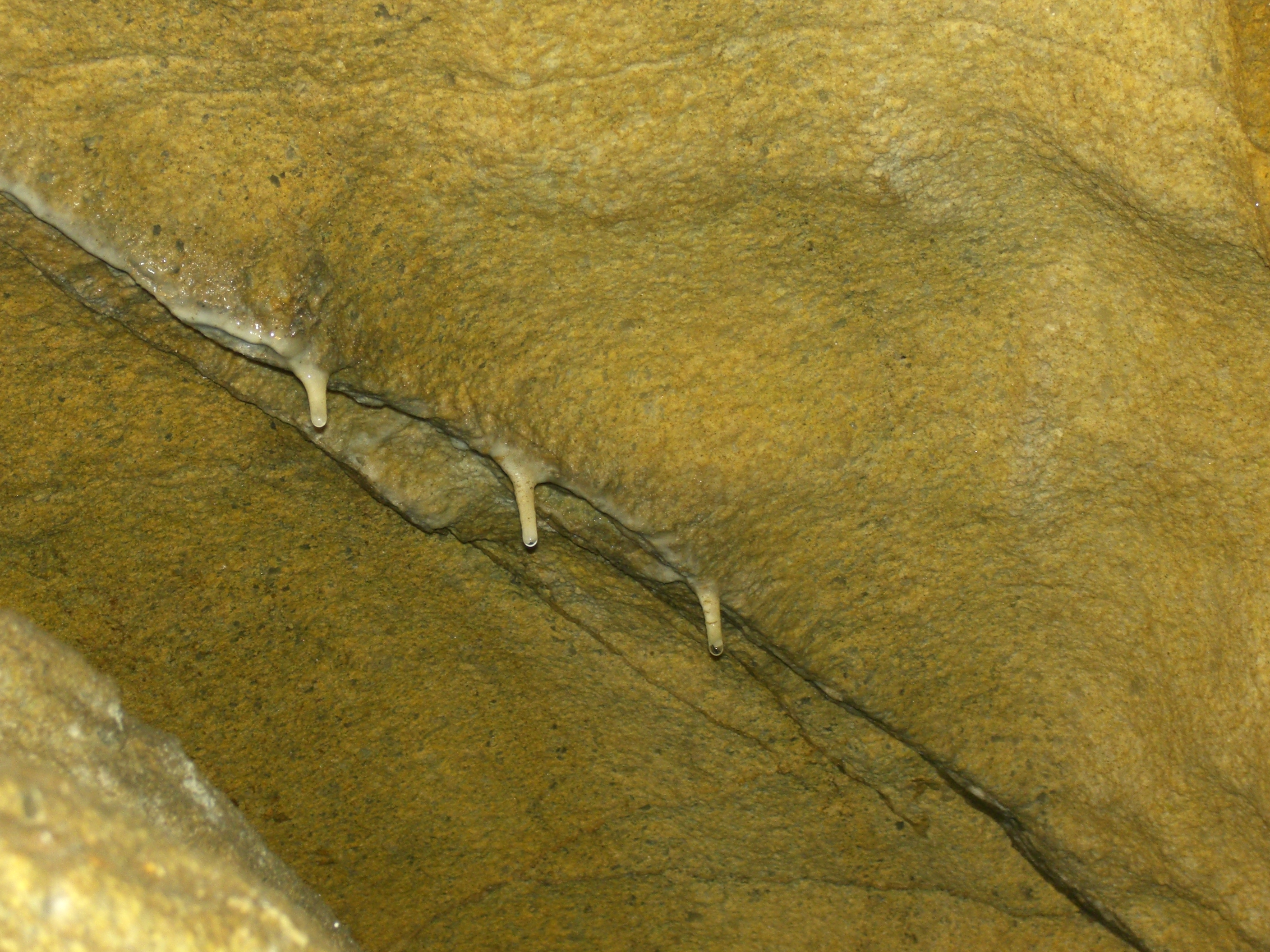
Krasová výzdoba v jeskyni je oproti jiným krasovým jeskyním chudá.

Do jeskynního systému vedou dva hlavní vchody. Jeskyně se dělí na tři přístupná patra, kdy horní patro je tvořeno Vstupní chodbou, Nepravým vchodem a Příkrou chodbou a zavaleným komínem Blátivé chodby. Druhé patro tvoří Lepivá chodba, Spojovací chodba a části Souběžné chodby a Blátivé chodby. Ve třetím, nejspodnějším patře se nachází Chodba Slavníkovců a Malovecká chodba a spodní část Blátivé chodby. Pod touto trojicí pater se nachází trvale zatopené a nejrozsáhlejší patro tvořené chodbou Twistu, Kaskádou a Homolovo jezírkem. Tato nejnižší část jeskyně je současně i nejrozsáhlejší částí. V této části taktéž protéká dříve zmiňovaný podzemní tok o průtoku v rozmezí 6 až 13 l/s, který se ztrácí na západním konci odtokového sifonu.
Na lokalitě i nadále pokračují speleologické výzkumy, a proto je téměř každým rokem jeskynní komplex rozsáhlejší. Během průzkumu se nepoužívá trhání skal, aby se speleologové dostali do dalších místností jako na jiných lokalitách, ale jsou využívány výhradně cesty vzniklé přírodou. V rámci výzkumu došlo v 90. letech 20. století k odčerpání podzemní vody ze zatopených prostor a jejich průzkum.

### Hydrologie
V nejnižším patře jeskyně se nachází tok o teplotě 8,7 °C a průtoku v rozmezí 6 až 13 l/s, který občas zcela vyplní nejnižší prostory jeskyně vodou. Ve 40. letech 20. století prokázali V. Homola a C. M. Schüller, že tento tok je součástí mnohem většího podzemního toku, který vedl ke vzniku jeskyně.
Vodní poměry na lokalitě nejsou do dnešních dnů plně prozkoumány, platí to zejména pro přítok z oblasti východně od jeskyně. Vzhledem k tomu, že se na povrchu nenachází místa, kde se povrchové toky ztrácejí do podzemí, tzv. ponory, je tento tok pravděpodobně napájen sbíháním pramenů ústících v podzemních prostorách z okolních nekrasových hornin. V oblasti Twistu tok následně vniká do neprozkoumaných částí jeskyně, která se nachází pod chýnovským kamenolomem.
Západní odtokový systém je prozkoumán více. Podzemní tok vyvěrá přibližně 1,5 kilometru v oblasti tzv. Rutické vyvěračky. Toto místo se podařilo určit až v roce 1962. Voda z vývěru je využívána pro vodovodní síť a v jejím okolí se od roku 1992 nachází ochranné hygienické pásmo.

### Fauna
V jeskyni přezimovává řada živočichů, hlavně z řad letounů, konkrétně zde bylo pozorováno 9 druhů. Jedná se například o netopýra řasnatého (Myotis nattereri), který zde má největší přirozené zimoviště na území Česka a dokonce i v Evropě. Dále netopýr velký (Myotis myotis), netopýr vodní (Myotis daubentonii) a netopýr ušatý (Plecotus auritus). Ojediněle jeskyni využívá netopýr černý (Barbastella barbastellus), netopýr vousatý (Myotis mystacinus), netopýr velkouchý (Myotis bechsteini), netopýr Brandtův (Myotis brandti) a netopýr brvitý (Myotis emarginatus). Jejich zimoviště jsou kontrolovány a jednotliví netopýři sčítáni od roku 1981 pravidelně, nicméně první údaje pocházejí z první poloviny 50. let 20. století. Sčítání probíhá přibližně na 400 metrech chodeb, z části na prohlídkové trase a z části ve snadněji přístupných částech jeskyně. Pro výzkum se používá odchyt netopýrů do sítí v průběhu léta, v zimním období jsou netopýři sčítání pouze vizuálně.

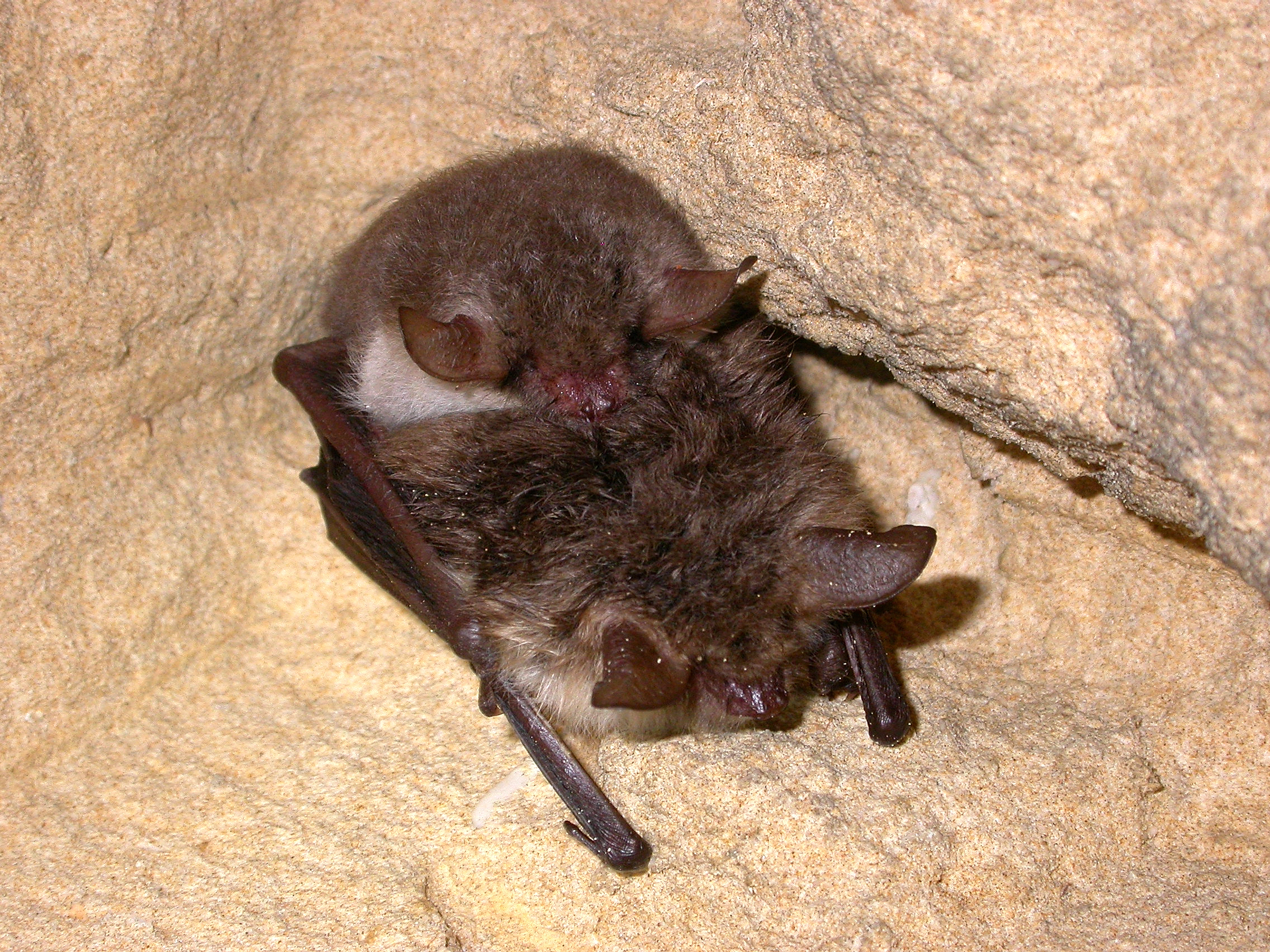
Dvojice netopýrů řasnatého při rozmnožování

Vyjma letců se zde nachází někteří zástupci bezobratlých, kteří obývají převážně blízkost vchodů do jeskynního komplexu. Jsou to některé druhy plžů jako např. slimák popelavý (Limax cinereoniger), skelnatka drnová (Oxychilus cellarius) a vrásenka okrouhlá (Discus rotundatus), dále jsou to korýši jako stínka zední (Oniscus asellus), závěrem pak zástupci hmyzu. Ze zástupců hmyzu zde úspěšně vznikla kolonie pavouka křižáka temnostního (Meta medardi), který byl na lokalitu uměle vysazen. Dále zde žije můra sklepní (Scoliopteryx libatrix), čtyři druhy chrostíků, příležitostně střevlíci. Nicméně detailní výzkum nebyl proveden.

## Ochrana
Ochrana jeskyně začala probíhat od 40. let 20. století, kdy bylo kvůli rozšiřujícímu se lomu vyhlášeno ochranné pásmo, za které nesměla těžba postoupit. Jak docházelo k objevování nových podzemních prostor, bylo ochranné pásmo několikrát rozšířeno. V současnosti jsou všechny pozemky nad krasem vyhlášeny pásmem hygienické ochrany kvůli využívání oblasti pro sběr pitné vody města Chýnov. Jeskynní systém je v rámci ochrany volně nepřístupný a vstup je možný pouze s průvodcem v početně omezené skupině. Během návštěvy je zakázáno poškozovat či znečišťovat podzemní prostory. Od 90. let 20. století probíhá na lokalitě snaha odstranit či minimalizovat dopady dlouhodobého zpřístupnění komplexu návštěvníkům v rámci tzv. „ochranářského managementu“. Jedná se například o odstranění desítek tun sedimentů, které byly během zpřístupňování jeskyně přeneseny do bočních chodeb. Tím došlo k jejich zanesení. Tento přenesený materiál byl mezi lety 1994 až 2001 z komplexu jeskyň zcela odnesen na povrch, čímž došlo k obnovení přirozeného vzhledu jeskyně. V rámci této akce byly odstraněny ze stěn i saze, plísně, vosk a další, které zde zůstaly z dob před elektrifikací. Správu jeskyně zajišťuje Správa jeskyní České republiky ve spolupráci s Českou speleologickou společností.
Během zimy je jeskyně uzavřena z důvodu umožnění nerušeného zimování netopýrů.

### Turismus
K jeskyni vede značená modrá turistická trasa z města Planá nad Lužnicí přes Chýnov, která pokračuje taktéž přes území přírodního parku Turovecký les. Ročně navštíví jeskynní komplex přibližně 40 000 návštěvníků.

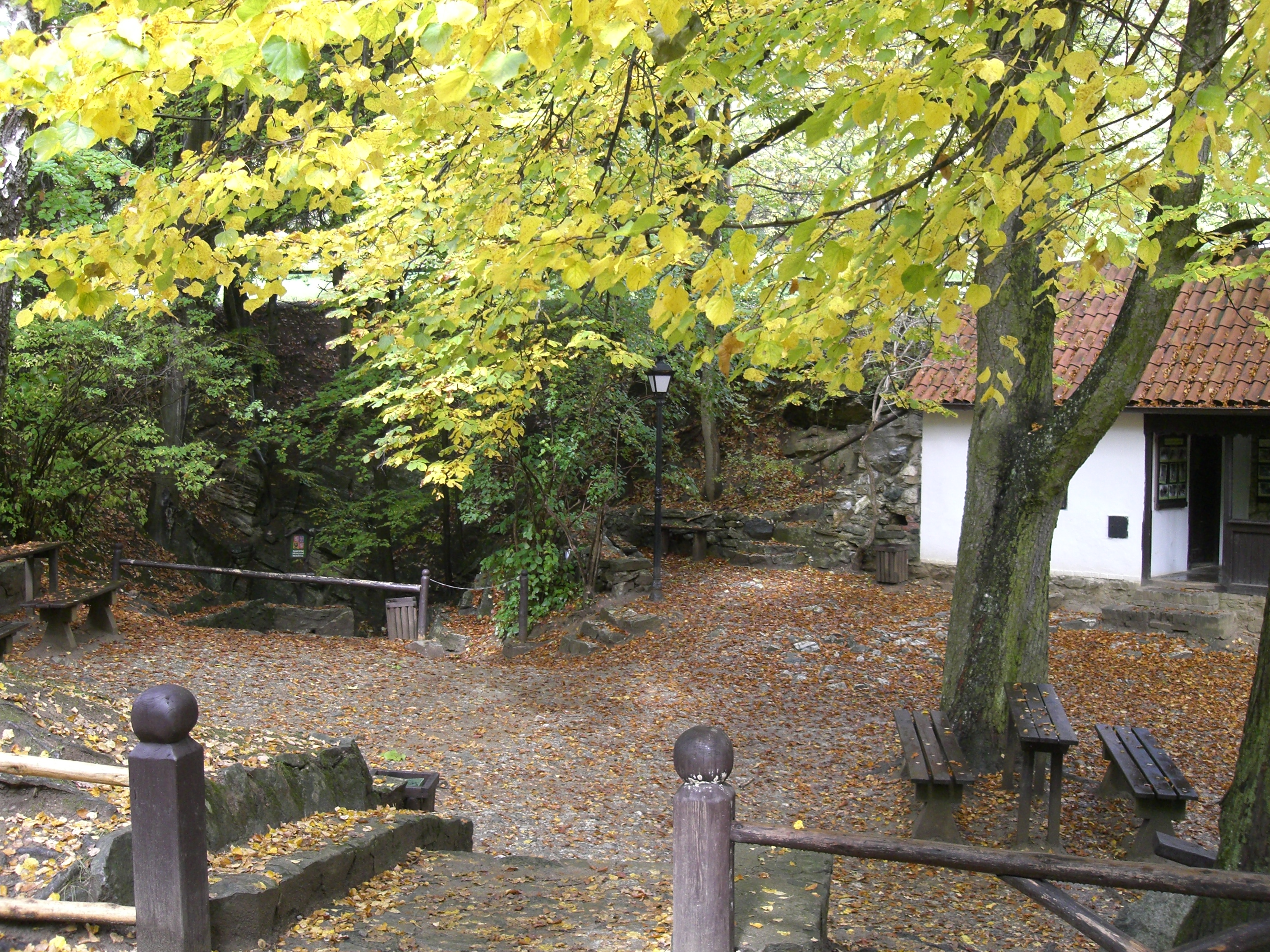
Vstup do jeskyně s turistickým zázemím

#### Přístupnost
Veřejnost má možnost navštívit okruh dlouhý 220 m (jiný zdroj uvádí 260 m) s nejnižším bodem trasy v hloubce 42 m. Prohlídka zabere 40 minut. Na jaře roku 2007 se jeskyně po rekonstrukci znovu otevřela. Má o 80 m delší prohlídkovou trasu s kvalitnějším ozvučením a novým osvětlením. Při rekonstrukci byl vyhlouben nový padesátimetrový výstupní tunel. Zlepšil se také vzhled okolí jeskyně.
Jeskyně je pro veřejnost otevřena od dubna po říjen, mezi listopadem až březnem je zavřená. Mimo červenec a srpen, kdy je jeskyně otevřena od 09:00 do 16:30, je v ostatních měsících otevřena od 9:00 do 15:30. V tuto dobu je jeskyně vždy uzavřena každé pondělí.